# فيليب ميلز
فيليب ميلز (بالإنجليزية: Phillip Mills)‏ هو منافس ألعاب قوى نيوزيلندي، ولد في 13 فبراير 1955 في أوكلاند في نيوزيلندا.